# فرانسیسکو مونتس
فرانسیسکو مونتس (اسپانیایی: Francisco Montes‎؛ زادهٔ ۲۲ آوریل ۱۹۴۳) بازیکن فوتبال اهل مکزیک بود.
از باشگاه‌هایی که در آن بازی کرده‌است می‌توان به باشگاه فوتبال اتلتیکو اسپانیول اشاره کرد.
وی همچنین در تیم ملی فوتبال مکزیک بازی کرده‌است.